# Kikuchi Yosai
Kikuchi Yosai, também conhecido por Kikuchi Takeyasu ou Kawahara Ryōhei (菊池容斎 28 de novembro de 1781 – 16 de junho de 1878) foi um pintor japonês, devendo a sua fama sobretudo aos seus retratos monocromáticos de figuras históricas.